# Liste der Flaggen im Kreis Groß-Gerau
Diese Liste zeigt die Flaggen im Kreis Groß-Gerau in Hessen, mit seinen Städten, Gemeinden und Ortsteile. Anbetrachts der Tatsache, dass in Hessen vorwiegend Banner bzw. Hochflaggen üblich sind, werden die Genehmigungsdaten und die Flaggenbeschreibung auch auf diese bezogen.
| Der Kreis Groß-Gerau in Hessen |  | Die Flagge des Kreises Groß-Gerau wurde am 25. Januar 1967 durch den Hessischen Innenminister genehmigt und wird wie folgt beschrieben: „Auf breiter weißer Mittelbahn, beseitet von schmalen roten Seitenbahnen, im oberen Teil aufgelegt das Kreiswappen.“ |

## Städte und Gemeinden
| Stadt oder Gemeinde  | Banner | Hissflagge         | Beschreibung und Genehmigung |
| -------------------- | ------ | ------------------ | --- |
| Biebesheim           | 2:5    | 5:3                | „Auf weißer Mittelbahn, begrenz durch zwei Roten Randstreifen, im oberen Drittel aufgelegt das Gemeindewappen.“ Genehmigt am 16. August 1979                    |
| Bischofsheim         | 2:5    | 5:3                | „In einem von Rot und Weiß geständerten Flaggentuch das Gemeindewappen.“ Genehmigt am 25. Oktober 1973                                                          |
| Büttelborn           | 2:5    | 5:3                | „Auf weißer Flaggenbahn, begleitet von zwei roten Randstreifen, in der oberen Hälfte aufgelegt das Gemeindewappen.“ Genehmigt am 2. September 1988              |
| Gernsheim            | 5:11   |                    | „Auf der weißen Mittelbahn des rot-weiß-roten Flaggentuches das Wappen der Stadt Gernsheim.“ Genehmigt am 12. März 1953                                         |
| Ginsheim-Gustavsburg | 2:5    | 5:3                | „Zweibahnig in blau-weiß, in der oberen Hälfte aufgelegt das Gemeindewappen.“ Genehmigt am 29. März 1976                                                        |
| Groß-Gerau           | 2:5    | 5:3                | „Auf blau, gold und rot gestreifter Flaggenbahn aufgelegt das Stadtwappen.“ Genehmigt am 22. Januar 1996                                                        |
| Kelsterbach          | 2:5    | 5:3                | „Auf breiter weißen Mittelbahn, begleitet von schmalen roten Seitenbahnen.“ Genehmigt am 31. März 1952                                                          |
| Mörfelden-Walldorf   | 2:5    | 5:3                | „Auf breiter weißen Mittelbahn, begleitet von schmalen roten Seitenbahnen im oberen Drittel aufgelegt das Stadtwappen.“ Genehmigt am 22. Mai 1979               |
| Nauheim              |        |                    | Die Gemeinde Nauheim führt keine offizielle Flagge. Lokal wird jedoch eine blau-weiße Fahne, belegt mit dem Gemeindewappen verwendet.                           |
| Raunheim             | 2:5    | 5:3                | „Auf einer breiten roten Mittelbahn, beseitet von schmaleren goldenen Seitenbahnen, im oberen Drittel aufgelegt das Gemeindewappen.“ Genehmigt am 9. April 1964 |
| Riedstadt            | 2:5    | 5:3                | „Auf blau-weißer Flaggenbahn in der oberen Hälfte aufgelegt das Gemeindewappen.“ Genehmigt am 14. Januar 1980                                                   |
| Rüsselsheim          |        |                    | Die Stadt Rüsselsheim am Main führt keine offizielle Flagge. Lokal wird jedoch eine blau-weiße Fahne, belegt mit dem Stadtwappen verwendet.                     |
| Stockstadt           |        | führt keine Flagge | Die Gemeinde Stockstadt führt keine Flagge. |
| Trebur               | 2:5    | 5:3                | „Auf rot/weißer Flaggenbahn in der oberen Hälfte aufgelegt das Gemeindewappen.“ Genehmigt am 19. Dezember 1985                                                  |

## Ehemalige Städte und Gemeinden
| Stadt oder Gemeinde | Banner | Hissflagge | Beschreibung und Genehmigung |
| ------------------- | ------ | ---------- | --- |
| Goddelau            | 2:5    | 5:3        | „In einem von Rot und Weiß geteiltem Flaggenfeld das Wappen der Gemeinde Goddelau.“ Genehmigt am 13. Oktober 1959                                         |
| Walldorf            | 2:5    | 5:3        | „Auf breiter weißer Mittelbahn, beseitet von schmalen blauen Seitenbahnen, im oberen Drittel aufgelegt das Gemeindewappen.“ Genehmigt am 25. Februar 1966 |